# Pamulu
Der Pamulu, auch Pamoeloe genannt, ist ein Speer aus Indonesien.

## Beschreibung
Der Pamulu hat einen dünnen langen und runden Schaft. Die Klinge besteht in der Regel aus Eisen oder Kupfer. Sie ist schmal, langgezogen und spitz. Am Schaft nahe der Klinge ist oft eine Verzierung angebracht, die „Banrangang“ oder „Baranga“ genannt wird. Am hinteren Ende des Schaftes ist eine Verzierung angebracht, die aus Haarbüscheln aus Ziegenfell, Pferdehaar oder den Schwanzfedern eines Hahnes gefertigt ist. Der Pamulu wird von Ethnien aus Indonesien benutzt.